# 東大阪病院
東大阪病院（ひがしおおさかびょういん）は、社会医療法人有隣会が大阪府大阪市城東区中央に設置する病院。

## 診療科
（この節の出典）
- 内科
- 外科
- 整形外科
- 脳神経外科
- 皮膚科
- リハビリテーション科
- 放射線科
- リウマチ科
- 麻酔科
- 緩和ケア内科
- 救急科
- 腎臓内科（透析）
- 循環器内科
- 消化器内科
- 呼吸器腫瘍内科
- 内分泌・糖尿病内科

## 医療機関の指定・認定
（下表の出典）
| 保険医療機関                                   | 労災保険指定病院             |
| 生活保護法指定病院                             | 指定自立支援病院（更生医療） |
| 原子爆弾被害者一般疾病医療取扱病院             | DPC対象病院                  |
| 身体障害者福祉法指定医の配置されている医療機関 | 公害医療機関                 |

- 救急告示病院（二次救急）[2]
- 公益財団法人日本医療機能評価機構認定病院[3]

## 交通アクセス
- 大阪環状線・JR東西線・学研都市線・京阪本線・Osaka Metro長堀鶴見緑地線「京橋駅」から徒歩15分[4]
- 京阪本線「野江駅」から徒歩12分[4]
- おおさか東線（JR西日本）「JR野江駅」から徒歩13分[4]
- Osaka Metro長堀鶴見緑地線・Osaka Metro今里筋線「蒲生四丁目駅」(1)番出口から徒歩3分[4]